# Grubeulykken
Grubeulykken er en fransk stumfilm fra 1905 af Ferdinand Zecca og Lucien Nonguet.